# Jason Sendwe
Jason Sendwe (Mwanya, 1917 – Albertville, 19 de junho de 1964) foi um político quinxassa-congolês e líder do partido Associação Geral dos Lubas do Catanga (BALUBAKAT). Ocupou o cargo de vice-primeiro-ministro da República Democrática do Congo (então República do Congo) de agosto de 1961 até janeiro de 1963, e foi presidente da Província de Catanga do Norte de setembro de 1963 até sua morte, com uma breve interrupção.
Nascido no Congo Belga em uma família de etnia luba, estudou em escolas metodistas e instituições de enfermagem e iniciou sua carreira como ministro religioso, professor e enfermeiro. Envolveu-se em várias organizações culturais e em 1957 fundou o partido BALUBAKAT para lutar pelos interesses dos lubas. Como nacionalista, acreditava que o Congo deveria permanecer um país unido após o domínio belga. Em maio de 1960, pouco antes da independência do país, foi eleito para a recém-constituída Câmara dos Deputados. Sendwe procurou obter o controle sobre o governo da província de Catanga, mas perdeu uma luta pelo poder contra seu rival, Moïse Tshombe, e a Confederação das Associações Tribais de Catanga (CONAKAT). Ainda assim, o primeiro-ministro Patrice Lumumba o nomeou para o cargo de Comissário de Estado de Catanga.
No início de julho de 1960, Tshombe anunciou a separação de um estado independente de Catanga. Sendwe se opôs ao estado separatista e rejeitou as súplicas de Tshombe para que se juntasse ao governo rebelde. Investido com as responsabilidades do Comissário de Estado pelo Senado, Sendwe tentou, sem sucesso, restaurar o controle do governo central sobre Catanga. Após um período de turbulência, foi nomeado vice-primeiro-ministro em agosto de 1961 para angariar apoio ao governo central em Catanga. Quatro meses depois, foi escolhido Comissário-Geral Extraordinário da província, nominalmente dando-lhe total autoridade sobre a área.
As perspectivas políticas de Sendwe foram severamente prejudicadas em dezembro de 1962, quando o Senado o censurou e forçou sua posterior renúncia do cargo de vice-primeiro-ministro. No ano seguinte, quando Katanga acedeu à autoridade central e Tshombe fugiu para o exílio, o território foi dividido em novas unidades políticas contra a vontade de Sendwe. Apesar de sua insatisfação, assumiu o cargo de presidente de Catanga do Norte em setembro. A corrupção e pobreza na província perturbaram outras autoridades do governo e em janeiro de 1964 ele perdeu o cargo de presidente da BALUBAKAT. Em junho, os rebeldes Simba derrubaram seu governo e o mataram, embora não esteja claro quem foi o responsável final por sua morte. A morte de Sendwe desmoralizou muito os lubas, e sua reputação caiu na obscuridade.

## Primeiros anos
Jason Sendwe nasceu em 1917 em Mwanya, Território Cabongo, no Congo Belga, em uma família luba. Os lubas eram um grande grupo étnico indígena das regiões de Catanga e Cassai, no Congo. Sendwe era um amigo de infância de Moïse Tshombe. Ele recebeu seis anos de estudos na escola primária dos metodistas, em Cabongo, e quatro anos de educação secundária na Missão Metodista Canene em Camina. Por cinco anos, fez cursos de enfermagem em Stanleyville e na École officielle pour Infirmiers na antiga Élisabethville. Completou seus estudos na École des Assistants Indigènes, de Léopoldville, graduando-se como enfermeiro.
Suas vontades de se tornar médico foram desapontadas pela ausência de escolas de medicina no Congo. Sendwe trabalhou como ministro e professor na Missão Metodista de Canene e, em 1942, ingressou para o serviço da administração colonial como escriturário. Posteriormente, tornou-se enfermeiro e depois assistente médico, trabalhando em Élisabethville, Mutshatsha, Congolo e Cabongo. Foi membro fundador e tesoureiro da organização cultural Amitiés Belgo-Congolaises, tesoureiro da Académie des Beaux-Arts, conselheiro da Association Saint-Luc, conselheiro do Foyer social Léopold III e membro do conselho da Igreja de Cristo no Congo. Casou-se e teve oito filhos.

## Carreira política
Em 1957, Sendwe fundou e tornou-se presidente da Associação Geral dos Lubas do Catanga (BALUBAKAT), com o objetivo declarado de encorajar a unidade entre os lubas da Província de Catanga. Segundo o jornalista Évariste Kimba, ele conseguiu reunir grande parte do apoio por meio de seu "dinamismo" e interações frequentes com a população. Três princípios sublinharam sua filosofia política: proteção dos lubas, conquista da independência quinxassa-congolesa e a primazia da conciliação na resolução de disputas.

"Sendwe (...) um ativista protestante e bom homem de família, liderou o partido BALUBAKAT nos velhos caminhos paternalistas dos chefes tradicionais."

A reflexão de Thomas Kanza sobre os objetivos políticos de Sendwe.
Em 1958, Sendwe participou da Expo de Bruxelas, trabalhando como assistente médico no Centro de Recepção de Pessoal Africano. Posteriormente, juntou-se ao efêmero Mouvement pour le Progres National Congolais, partido formado pelos participantes da exposição. Em 5 de fevereiro de 1959, Sendwe trouxe a BALUBAKAT para o partido da Confederação das Associações Tribais de Catanga (CONAKAT), de Tshombe, com a condição de manter uma autonomia significativa. Inicialmente, compartilhou as posições xenofóbicas do CONAKAT, mas logo ficou preocupado que sua hostilidade em relação aos imigrantes se estendesse aos lubas recém-chegadas. Sendwe também estava preocupado com as estreitas conexões de Tshombe com os belgas e sentia repulsa pela ascensão de vários de seus rivais políticos nas fileiras do partido. A BALUBAKAT começou a formar duas tendências, uma simpatizante da CONAKAT e outra de apoio ao Movimento Nacional Congolês (MNC). Este último foi liderado por Sendwe. Em outubro, enviou uma carta a Balduíno, rei dos belgas, pedindo que se opusesse aos esforços de "desmantelar o imenso país" criado por seus antecessores.
Em novembro de 1959, Sendwe retirou a BALUBAKAT da CONAKAT. Posteriormente, negociou a formação de um "Cartel Katangais" entre a BALUBAKAT e duas outras organizações para competir contra a CONAKAT nas eleições municipais de dezembro de 1959. Sendwe se encontrou com Balduíno em 25 de dezembro. Em janeiro de 1960, Sendwe decidiu que buscaria um Congo independente organizado num estado federal, com um governo central robusto, em contraste com a visão da CONAKAT de uma confederação. Naquele mês, foi a Bruxelas para participar da Mesa Redonda Belgo-Congolesa, uma reunião para discutir o futuro político do Congo Belga. A conferência terminou com a adesão do governo belga às exigências quinxassa-congolesas para a independência da colônia em 30 de junho de 1960.

## Protagonismo em cargos públicos
Nas eleições nacionais antes da independência da República do Congo em 30 de junho de 1960, Sendwe foi eleito para a Câmara dos Deputados com 20 282 votos do eleitorado de Élisabethville. A CONAKAT obteve uma ligeira maioria dos assentos na Assembleia Provincial de Catanga, podendo assim determinar a composição do governo provincial. Sendwe pediu que os deputados da BALUBAKAT se abstivessem; quando a assembleia se reuniu em 5 de junho, não havia quórum para votar nas pastas provinciais. A CONAKAT ofereceu a Sendwe o cargo de vice-presidente de Catanga e a responsabilidade de vários ministérios, contudo se recusou a negociar. Em 15 de junho, o Parlamento belga modificou a constituição provisória do Congo para reduzir o número de deputados necessários para um quórum para votar em um governo. Os representantes do Cartel Catangais declararam posteriormente que esperariam pela decisão do governo central quinxassa-congolês após a independência. Naquele mesmo dia, Sendwe assinou um acordo com o líder do MNC Patrice Lumumba, criando uma coalizão no Parlamento para apoiar um governo sob Lumumba. Em troca, a BALUBAKAT receberia algumas pastas ministeriais e Sendwe seria escolhido comissário de Estado de Catanga. Em 19 de junho, uma delegação do partido BALUBAKAT, liderada por Prosper Mwamba Ilunga, viajou secretamente para Léopoldville para se encontrar com Lumumba. Eles o encorajaram a demitir Sendwe se não seguisse suas ordens, e expressaram sua desaprovação na decisão de Sendwe de instruir os deputados da BALUBAKAT a boicotar a Assembleia Provincial de Catanga.
Em 23 de junho, o Cartel Katangais declarou seu governo preferido para Catanga, que colocou Sendwe como Presidente Provincial. Enquanto isso, o CONAKAT votou em seu próprio governo. Apesar disso, Lumumba, como primeiro-ministro, nomeou Sendwe para ser o comissário de Estado de Catanga. O Presidente da Assembleia Provincial de Catanga, Charles Mutaka, ameaçou secessão se a escolha fosse confirmada. No início de julho, Tshombe avançou com a secessão da província com apoio belga, mas buscou ativamente o apoio de Sendwe, na esperança de construir uma coalizão que o traria como vice-presidente de um Catanga independente. Sendwe rejeitou a ideia, rompendo as relações entre eles. O Senado, inicialmente, rejeitou todos os indicados de Lumumba para comissário estadual. No entanto, em 22 de julho, o órgão, por meio de uma ação destinada a transmitir seu desejo de que a autoridade do governo central fosse restabelecida em Catanga, votou para confirmar a nomeação de Sendwe, 42 votos a 4, e sete abstenções. Depois de assumir o papel de comissário de Estado de Catanga, Sendwe tentou em vão restaurar o controle do governo central sobre a província. Suas tentativas de fazê-lo, bem como seu objetivo de intermediar um entendimento entre as legendas BALUBAKAT e CONAKAT a nível nacional, foram frustrados pelo governo belga, que via Sendwe como um instrumento do governo de Lumumba, com quem mantinham relações tensas.

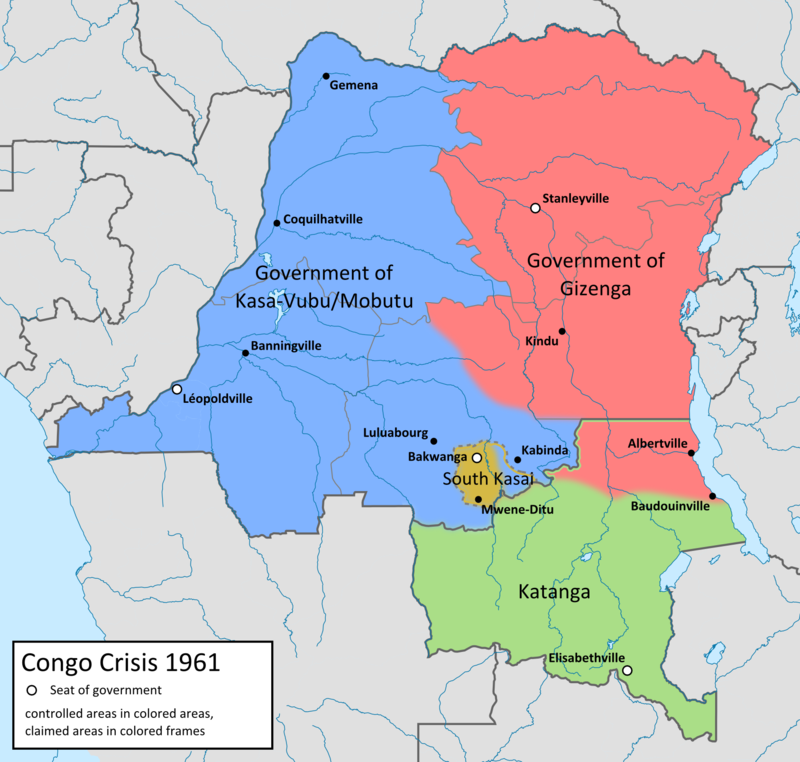
Mapa das facções no Congo em 1961, entre eles o Estado do Catanga

Sendwe foi escolhido para liderar parte do exército ao norte de Catanga para restabelecer a autoridade do governo central, mas este plano foi dissolvido após a demissão de Lumumba pelo presidente Joseph Kasa-Vubu em setembro. A morte de Lumumba causou turbulência política, e Sendwe foi nomeado pela Câmara como relator de uma comissão de reconciliação encarregada de intermediar um acordo político entre Kasa-Vubu e Lumumba. Enquanto isso, o norte de Catanga rejeitou a liderança de Tshombe e a secessão em favor de Sendwe, que os habitantes viam como um proponente do nacionalismo e um protetor da etnia luba. Sendwe também desfrutou de uma grande popularidade em Élisabethville, representando uma ameaça política significativa para Tshombe. No entanto, muitos no governo central o viam como muito próximo do primeiro-ministro deposto.
Em 19 de outubro, três dias depois que Tshombe concluiu um acordo com o coronel Joseph-Désiré Mobutu para — nas palavras de Mobutu — "neutralizar" Lumumba, Sendwe foi preso por funcionários do governo central. A Organização das Nações Unidas (ONU) garantiu sua libertação com base na imunidade parlamentar. Com seu apoio, Sendwe viajou pelo norte de Catanga para promover a paz e recebeu uma recepção extática dos lubas. Isto encorajou os lubas a manterem a ordem pública e a depositar sua confiança na ONU. Na maior parte, sua viagem melhorou a segurança na região, mas sua presença em Manono, nos dias 2 a 3 de novembro, aumentou as tensões na área. Tshombe denunciou-o como um "perigo público". Enquanto o governo central negociava a transferência de Lumumba para Catanga (onde seria executado na chegada), Tshombe pediu repetidamente para receber Sendwe. Embora ainda concordassem com o plano, os funcionários do governo central, posteriormente, desistiram de seu compromisso de entregá-lo.
Em dezembro, Sendwe participou de uma conferência francófona-africana em Brazavile, onde diplomatas estrangeiros tentaram fazer a mediação entre as facções quinxassa-congolesas. No início de 1961, apelou à ONU para fazer outra viagem de pacificação do norte de Catanga, recebendo sua aprovação em 8 de janeiro. No entanto, no dia seguinte, forças da rival República Livre do Congo invadiram a área e a BALUBAKAT declarou sua própria administração da região como a "Província de Lualaba". Sendwe tentou intermediar um acordo político e garantir a aceitação política e comercial belga da nova província. Além disso, comemorou sua criação em um tour pela região em fevereiro. Enquanto isso, viajou para a Bélgica em fevereiro e, em maio, participou da Conferência de Coquilhatville, convencendo com sucesso os outros delegados quinxassa-congoleses a reconhecer Lualaba. Diante disso, organizou outra viagem de pacificação, no norte de Catanga, em julho.
Em 2 de agosto, um novo governo central quinxassa-congolês foi formado sob Cyrille Adoula. Sendwe foi nomeado segundo vice-primeiro-ministro, por ser visto como a única figura com influência política suficiente em Catanga para desafiar Tshombe. Embora outros nacionalistas no Parlamento queriam que ele assumisse o cargo de primeiro-ministro, ele preferiu concentrar suas energias políticas em Catanga em vez da política nacional, onde tinha menos apoio. Um état d'exception (estado de emergência) foi proclamado em 28 de novembro pelo governo central em Catanga. Sendwe foi escolhido Comissário-Geral Extraordinário da província, nominalmente dando-lhe autoridade absoluta sobre a área. Houve muita dedicação de seu tempo para atender às necessidades dos lubas em campos de refugiados em Élisabethville e Albertville. Entre março e julho de 1962, tentou negociar um acordo entre o governo central e os separatistas catangeses, geralmente assumindo uma postura moderada e até sugerindo uma reconciliação entre as legendas BALUBAKAT e CONAKAT. Em julho, também entrou em conflito no cumprimento de suas responsabilidades com outro membro da BALUBAKAT, Antoine Omari, que havia sido encarregado pelo governo de restabelecer a administração local, pois Omari tentou conceder poder aos membros locais da BALUBAKAT que queriam dividir a Província de Catanga.
Com o tempo, o governo central endureceu sua atitude contra Catanga, e a Bélgica gradualmente retirou seu apoio a Sendwe. Com o enfraquecimento das perspectivas de secessão, Sendwe esperava obter o controle da província. Embora tivesse o apoio da maioria dos deputados lubas de Catanga e da BALUBAKAT no Parlamento, o governo Adoula procurou dividir Catanga para enfraquecê-lo. Ao mesmo tempo, os funcionários da BALUBAKAT no norte de Catanga queriam uma entidade política exclusiva na região sob o domínio de seu próprio partido. O governo de Adoula também queria usar a popularidade de Sendwe na região como um contrapeso para Tshombe, sem concedê-lo o controle da totalidade de Catanga.

## Declínio político
No final de 1962, Sendwe encontrava-se no auge das suas aspirações políticas, podendo exercer grande poder e influência sobre a nova província do Catanga do Norte (antiga Lualaba). No entanto, às 22 horas do dia 23 de dezembro, seu filho se envolveu em uma briga de rua de uma gangue de jovens. Sendwe chegou ao local e pediu a intervenção de alguns soldados acompanhantes. No processo, eles agrediram o senador Pierre Medie, que veio para apoiar seu próprio filho. Em 28 de dezembro, no Senado, Sendwe tentou defender suas ações durante a briga de rua, sendo frequentemente interrompido por gritos de raiva da maioria dos senadores. Antes mesmo de realizar completamente a sua defesa, eles aprovaram um projeto de censura contra ele, tendo 45 votos a favor, quatro contra e quatro abstenções. Isso o obrigou formalmente a renunciar ao cargo de vice-primeiro-ministro em 21 de janeiro de 1963, fazendo com que se retirasse da política nacional para a política local. Seu declínio político marcou o fim dos últimos lumumbistas do governo.

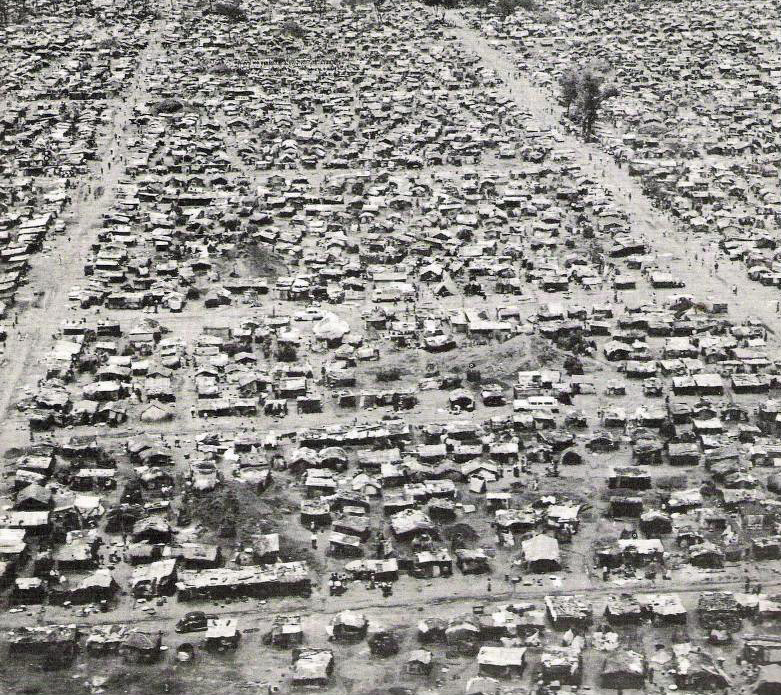
Sendwe negociou um acordo em 1963 que permitiu que os lubas no campo de refugiados de Élisabethville (foto) voltassem para suas casas.

No início de 1963, Catanga foi reintegrada ao Congo como várias províncias e Tshombe concordou em cooperar com funcionários do governo. Sendwe disputou o controle da região, levando a confrontos étnicos em Jadotville em abril, nos quais aproximadamente 74 pessoas foram mortas. No entanto, foi negociado um acordo com o ministro do Interior de Tshombe, Godefroid Munongo, para permitir o retorno dos lubas no campo de refugiados de Élisabethville para suas casas. Depois que Tshombe fugiu do país, Sendwe procurou estender seu eleitorado além dos lubas para estabelecer o controle sobre toda Catanga. Ele questionou a legalidade da existência de Catanga do Norte como uma entidade política separada e continuou a pressionar pela reunificação da província de Catanga. No entanto, sua saída do governo central e a rejeição de sua proposta de unidade pela Assembleia Provincial de Catanga do Norte o forçaram a diminuir seus objetivos. Em 18 de maio, o état d'exception foi revogado em Catanga e, posteriormente, Sendwe foi dispensado de seu cargo de Comissário-Geral Extraordinário.
Em julho, Sendwe mudou-se para Albertville para reconstruir sua base política. Ele bloqueou a repatriação dos refugiados lubas no acampamento local; a ONU temia que estivesse usando os refugiados para aumentar seu apoio. O governo de Adoula ficou satisfeito com a mudança de Sendwe, querendo se livrar dele em Léopoldville. Posteriormente, surgiram rumores de que o presidente da província de Catanga do Norte, Mwamba Ilunga, o havia prendido. Isso gerou agitação quando os lubas e outros líderes tradicionais começaram a protestar, provocando a renúncia de Ilunga. Os deputados da BALUBAKAT no Parlamento fizeram lobby para que Sendwe o substituísse, e em um congresso do partido da BALUBAKAT em agosto — com aprovação de Mwamba Ilunga — decidiram que Sendwe deveria receber a presidência provincial. Em 21 de setembro, a assembleia provincial elegeu Sendwe como Presidente da Província de Catanga do Norte e investiu-o na pasta da saúde pública. A situação em Catanga do Norte, sob controle de Sendwe, rapidamente se tornou desastrosa, impulsionada por seu alcoolismo, má gestão de fundos públicos, nepotismo, ausência de um programa de governo e inúmeras tentativas de usar sua posição para depreciar seus rivais. Os problemas foram exacerbados pela retirada das forças de paz da ONU e inundações destrutivas. No final do ano, a corrupção era desenfreada, os funcionários públicos recebiam salários irregulares e grande parte da população estava empobrecida. Além disso, a BALUBAKAT tornou-se uma organização cada vez mais étnica, exclusivamente dos lubas.
A gestão de Sendwe em Catanga do Norte perturbou outros funcionários do governo e Adoula começou a procurar uma maneira de removê-lo do cargo. Fortunat Kabange Numbi, aliado de Adoula e deputado de BALUBAKAT no Parlamento, considerou uma solução com empresários de Albertville que envolvia conceder a Sendwe um cargo executivo em uma empresa em troca de sua renúncia. A proposta foi rejeitada por Mwamba Ilunga e outros, que optaram por rever a organização da BALUBAKAT. Eles mudaram o nome do partido para Parti Progressiste Congolais (PPCo) para distanciá-lo de sua conotação étnica e convocaram um congresso em janeiro de 1964 para votar na nova liderança. Sendwe compareceu à primeira reunião, mas depois denunciou o evento e proibiu-o, o que foi revertido por ordem do vice-primeiro-ministro. Sendwe perdeu seu posto como presidente do partido em uma votação de 28 votos a 3. Ele não conseguiu nenhum cargo significativo do partido, e ainda foi rebaixado para o cargo de conselheiro do PPCo. Em 15 de março, a assembleia provincial, em uma sessão especial patrocinada pelo presidente Kasa-Vubu, demitiu Sendwe de seu cargo de presidente provincial e o substituiu por Kabange.
Sendwe argumentou por, recursos legais, que sua exoneração era ilegal, denunciou o PPPCo e declarou que apenas seu governo tinha apoio popular. Em 27 de abril, a assembleia provincial chegou a um acordo, reelegendo Sendwe como presidente de Catanga do Norte, mas revisando seu governo, revogando sua atuação na pasta de saúde pública e tornando Kabange o vice-presidente provincial. Deu-se a posse no dia seguinte e Sendwe prometeu fortalecer as instituições e a integridade territorial do Catanga do Norte, protegendo os partidos políticos que buscavam promover os "interesses superiores" do Congo e encorajar relações amistosas entre os partidos BALUBAKAT e CONAKAT. Além disso, também anunciou sua intenção de aumentar a cooperação econômica com outras províncias e criar cooperativas para comerciantes e consumidores. Enquanto isso, um ativista esquerdista radical da BALUBAKAT, Laurent-Désiré Kabila, planejou uma rebelião no norte de Catanga para derrubar Sendwe e Kabange.

## Morte
"Jason havia lutado tanto tempo pela sua ideia dos lubas (...) saboreou a vitória, agiu como um lobo em pele de cordeiro, carregado nos ombros de seu povo (...) tornou-se um ministro, e como o poder e o dinheiro falam mais alto, perdeu sua aura e morreu."

Ian Goodhope Colvin, jornalista britânico.
Em 27 de maio de 1964, um golpe em Albertville pela rebelião Simba, sob a liderança de Kabila, derrubou o governo de Sendwe. Ele foi acusado de desviar fundos públicos e detido. Enquanto os líderes da rebelião debatiam o que fazer com o prisioneiro, incluindo executá-lo, ele escapou e passou os próximos dias tentando restabelecer sua autoridade enquanto o controle dos simbas desmoronava. Em 30 de maio, uma pequena força do governo sob o comando do coronel Louis Bobozo recapturou a cidade e recuperou Sendwe, que alegou ter sido quase enterrado vivo pelos simbas. Sendwe tinha a falsa impressão de que Mwamba Ilunga havia alimentado a rebelião e o prendera. A agitação persistiu em Albertville. Sendwe não conseguiu acalmar a situação e fez declarações atacando seus rivais e as etnias não lubas. Em 19 de junho, a população se revoltou e o governo foi evacuado. Sendwe tentou fugir, mas foi impedido pelas tropas do governo e morto pela rebelião. Questões sobre sua morte foram levantadas em vários jornais, e o governo central divulgou um relatório oficial sobre isso duas semanas depois.
Existem várias teorias sobre como e por que Sendwe foi morto. De acordo com o jornalista Ian Goodhope Colvin, Sendwe estava dirigindo em direção a Fizi com um missionário americano quando seu carro foi parado pelos simbas. Neste relato, sua escolta policial fugiu e ele e sua companheira foram assassinados. De acordo com o cientista político Jean Omasombo Tshonda, Sendwe foi preso por soldados do exército, em Muswaki, enquanto tentava escapar de trem e então forçado a retornar a Albertville. Dirigindo com vários parentes, foi até a cidade para tentar acalmar os simbas, assegurando-lhes suas credenciais lumumbistas gritando (de maneira supostamente embriagada): "Lumumba é meu irmão! Mulele é meu irmão! Todos vocês, vocês são meus irmãos!" Os rebeldes então fuzilaram ele e alguns de seus companheiros na colina de Kangomba.
O cientista político Erik Kennes examinou vários testemunhos sobre a morte de Sendwe. Uma testemunha responsabilizou Saidi Saleh Mukidadi, um político local, pela morte. O cientista político Kabuya Lumuna Sando concluiu que desertores do exército atiraram em Sendwe. Kennes questionou a validade da última afirmação, observando que a maioria dos elementos do exército havia se retirado da área e que nenhuma outra testemunha relatou soldados dissidentes fazendo parte das fileiras dos simbas. O líder simba, Gaston Soumialot, acusou Mobutu de organizar o assassinato. Outros observadores acreditam que as ações dos soldados do exército indicam envolvimento do governo central. Kabuya, observando as roupas novas usadas pelos soldados que, supostamente, impediram a vida de Sendwe, concluiu que os homens do exército eram agentes clandestinos do governo. Além disso, argumentou que Mobutu, chefe do exército na época, queria Sendwe morto para facilitar a reaproximação com Tshombe. Há um boato de que a execução foi realizada por vários Bayombe sob as ordens de Kabila. Kennes alegou que isso era improvável porque Kabila não matou Sendwe na primeira vez que Albertville foi ocupada, e não estava presente quando a cidade caiu em 19 de junho.

## Legado
Ao longo de sua carreira, Sendwe foi o líder nacional indiscutível do lubas cantangenses, e o principal oponente de Tshombe durante a secessão do Catangese. Ademais, apressou o fim da secessão por meio de seu sucesso nas negociações com figuras nacionais e internacionais. De acordo com o jornalista britânico Ian Goodhope Colvin, a morte de Sendwe privou Adoula de uma figura que poderia lhe garantir o apoio catanguês, forçando-o a receber Tshombe de volta ao país. Seu assassinato também desiludiu muitos lubas no norte de Catanga com a causa dos Simbas e, como resultado, muitos se abstiveram de se juntar à rebelião. O partido BALUBAKAT desmoronou em seu rastro. Em novembro de 1966, Mobutu, tendo se tornado presidente, condecorou postumamente Sendwe por morrer "em defesa da honra do país". Uma avenida e um hospital em Lubumbashi receberam seu nome.
Após sua morte, Sendwe caiu na obscuridade e, no século XXI, havia pouca memória dele no norte de Catanga. A Union des fédéralistes et des républicains indépendants (UFERI) relembrou seu legado em sua retórica. Devido à reputação militante do partido, o público associou a UFERI às ações violentas do BALUBAKAT, limitando assim sua capacidade de proliferar uma imagem positiva de Sendwe. Em 2011, um congresso do "Povo Luba" declarou que Sendwe estava entre "nossos valentes mártires". Há pouco estudo sobre sua biografia na historiografia quinxassa-congolesa.